# Lewis Chain
Die Lewis Chain ist ein Gebirgszug aus vier felsigen Nunatakkern im ostantarktischen Coatsland. In der Shackleton Range ragt er an der Westflanke des Gordon-Gletschers auf. 
Teilnehmer der Commonwealth Trans-Antarctic Expedition (1955–1958) unter der Leitung des britischen Polarforschers Vivian Fuchs kartierten ihn 1957. Luftaufnahmen fertige die United States Navy im Jahr 1967 an. Das UK Antarctic Place-Names Committee benannte ihn 1974 nach Staffelführer John Harding Lewis (1922–1990) von der Royal Air Force, der von 1956 bis 1958 als Pilot zum Kontingent der britischen Luftwaffe bei der Commonwealth Trans-Antarctic Expedition gehört hatte.